# London School of Hygiene & Tropical Medicine
London School of Hygiene & Tropical Medicine, ofta benämnd London School, är ett forskningsuniversitet i Bloomsbury och är ett kollegium under University of London som specialiserar sig på folkhälsa och Tropikmedicin. Efter avslutade studier avlägger studenterna en examen från University of London.
Institutionen grundades 1899 av Sir Patrick Manson efter en donation av en indisk filantrop. Sedermera har institutionen blivit en av de mest välplacerad i den globala rankningen inom folkhälsa och infektionssjukdomar.

## Historia

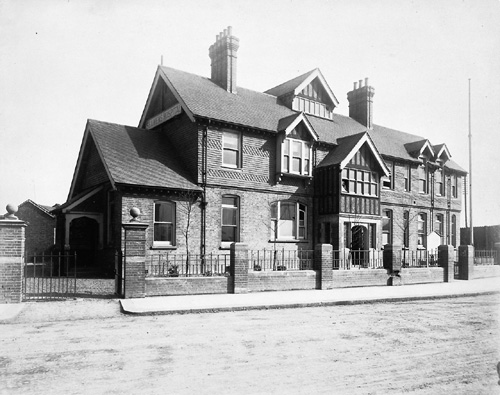
Albert Dock Seamen’s Hospital under tidigt 1900-tal

Institutionen grundades 1899 av Sir Patrick Manson under namnet London School of Tropical Medicine efter en generös donation av den parsiska filantropisten Bomanjee Dinshaw Petit.
Tidigt i Mansons karriär som läkare arbetade han i Östra delen av England där han fastställde upphovet till rätt etiologi av filariasis, en parasitisk vektorbaserad sjukdom, överförd genom ett myggbett. Manson återvände till London där han arbetade som medicinsk rådgivare till Colonial Office. Manson tyckte starkt att läkare behövde utbildas i tropikmedicin för att kunna vårda brittiska tjänstemän inom Colonial Office och andra som arbetade inom det Brittiska imperiets olika geografiska platser, främst runt Afrika och Indien.
Under samma period verkade Manson som en mentor för Ronald Ross där de fastställde upphovet till rätt etiologi av malaria, vilket Ross senare upptäckte 1897 vilket han belönades ett Nobelpris.

## Rankning
År 2015 och 2016, rankades London School of Hygiene & Tropical Medicine som det tredje bästa universitetet i världen inom Beteendevetenskap och folkhälsa av US News Best Global Universities Rankings. Skolan rankades också som det 29:e bästa universitetet i världen för klinisk medicin, plats 20 för immunologi och plats 39 för mikrobiologi, vilket gav universitet en samlad plats på 114 världen, 38 i Europa och 10 i Storbritannien.